# Estrémadure (Portugal)
Pour les articles homonymes, voir Estrémadure (homonymie) et Estremadura (homonymie).
Ne doit pas être confondu avec Estrémadure (Espagne).
L'Estrémadure est une ancienne province (província ou região natural) portugaise, instituée par une réforme administrative en 1936. Cependant, cette province n'a en pratique eu aucune autorité particulière, et disparut du vocabulaire administratif avec l'entrée en vigueur de la Constitution de 1976.
Elle était limitrophe des provinces de la Beira littorale, au nord-est, du Ribatejo et du Haut Alentejo, à l'est, et du Bas Alentejo, au sud.
La province disposait en outre d'une façade maritime, à l'ouest, sur l'océan Atlantique.
Elle était constituée de 29 municipalités (concelhos), intégrant la quasi-totalité des futurs districts de Lisbonne et des parties des districts de Leiria et Setúbal.
- District de Leiria : Alcobaça, Bombarral, Caldas da Rainha, Marinha Grande, Nazaré, Óbidos, Peniche, Porto de Mós.
- District de Lisbonne : Alenquer, Arruda dos Vinhos, Cadaval, Cascais, Lisbonne, Loures, Lourinhã, Mafra, Oeiras, Sintra, Sobral de Monte Agraço, Torres Vedras.
- District de Setúbal : Alcochete, Almada, Barreiro, Moita, Montijo, Palmela, Seixal, Sesimbra, Setúbal.